# طواف فلاندرز 1999
طواف فلاندرز 1999 هو سباق دراجات هوائية أقيم بتاريخ 4 أبريل 1999، تكون السباق من 1 مراحل وامتدّ لمسافة 270 كم بسرعة 43.200 كم/س، استغرق السباق 6 ساعة 15 دقيقة 00 ثانية.